# Helio AU-24 Stallion
Le Helio AU-24 Stallion est un avion de support tactique et de transport léger STOL. Son premier vol date du 5 juin 1964 pour une mise en service au cours de la Guerre du Vietnam. Au total 20 exemplaires ont été construits (dont 2 prototypes) pour l'United States Air Force qui céda la plupart de ces appareils à l'armée de l'air Khmère.

## Versions
- H-550: prototypes, 2 exemplaires.
- AU-24A Stallion (H-550A): version de production, 20 exemplaires.
- H-634 Twin Stallion: version prévue mais jamais construite avec 2 turbopropulseur Allison 250 sur le nez.
- H-1201T Stallion: version prévue mais jamais construite avec 2 moteurs sous chacune des ailes.

## Utilisateurs
- États-Unis: United States Air Force
- République Khmère: Armée de l'air khmère